# Timothy Severin

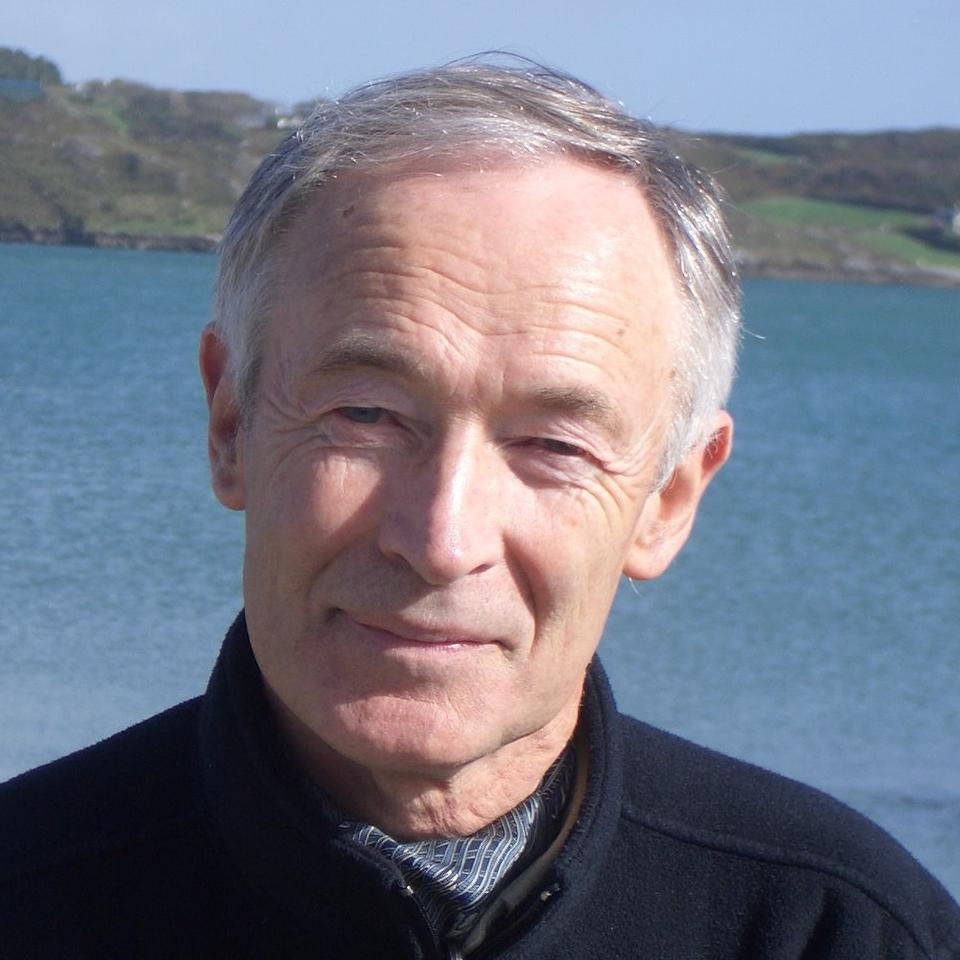
Tim Severin

Tim Severin (geboren als Timothy Severin, Assam, 25 september 1940 – County Cork, Ierland, 18 december 2020) was een Britse schrijver en ontdekkingsreiziger. 
Als aardrijkskundestudent aan de Universiteit van Oxford nam hij deel aan de Marco Polo Expeditie, samen met Stanley Johnson en Michael de Larrabeiti. Dit was het begin van zijn loopbaan als ontdekkingsreiziger, avonturier en schrijver. Severin heeft enkele legendarische reizen opnieuw gedaan, om het waarheidsgehalte ervan na te gaan en om te bepalen in hoeverre ze gebaseerd zijn op feiten.

## De reis van Sint-Brandaan
In 1976 bouwde Tim Severin een ossenlederen curragh en zeilde ermee naar Amerika.
Hij vertrok uit Ierland, en via de Hebriden, de Faeröer en IJsland, kwam hij aan in Newfoundland (Canada). Hiermee toonde hij aan dat de mythische reis van Sint-Brandaan fysisch mogelijk was. Tijdens deze reis kwam hij verschillende dieren tegen, zoals zeezoogdieren (waaronder walvissen en bruinvissen), alsook ijsbergen. Het is mogelijk dat dit de feitelijke tegenhangers zijn van de mythische wezens en plaatsen in de verhalen van Sint-Brandaan.